# Gonomyia (Leiponeura) dischidia
Gonomyia (Leiponeura) dischidia is een tweevleugelige uit de familie steltmuggen (Limoniidae). De soort komt voor in het Australaziatisch gebied.